# Michiel Hegener
Michiel Hegener (Hilversum, 11 mei 1952) is een Nederlands journalist, redacteur, fotograaf en cartograaf.

## Levensloop

### Jeugd en opleiding
Michiel Hegener werd geboren in Hilversum. Zijn vader F.C.M. Hegener was mede-eigenaar van Bosboom & Hegener, een van Nederlands eerste organisatie adviesbureaus. Na de Montessorischool en het Gemeentelijk Gymnasium in Hilversum studeerde hij sociale geografie, afstudeerrichting kartografie aan de Universiteit Utrecht.

### Loopbaan
Hegener was van september 1979 tot oktober 1980 als dienstplichtig soldaat der tweede klasse werkzaam bij 45 Painfbat (pantser-infanterie bataljon) van het Regiment Infanterie Oranje Gelderland van de Landmacht. In 1984 ging hij aan de slag als journalist. Sindsdien is hij medewerker van NRC Handelsblad. Van 1991 tot 2010 was hij tevens medewerker van Vrij Nederland, van 1985-1988 en van 2010-2013 van de Volkskrant. Verder schreef hij voor HP/De Tijd, Intermediair en The Irish Examiner. Sinds 1993 maakt hij reisgidsen voor de ANWB. Ook schrijft hij boeken over wandelroutes en de natuur. Tussen 1991 en 2024 reisde hij dertien keer naar Iraaks Koerdistan, vooral voor NRC Handelsblad, en schreef daar twee boeken over: "De bergen als bondgenoot - Reizen door Vrij Koerdistan" (1993) en "The Kurds of Iraq" (2009).
In 1990 werd hij met zijn boek "Guerrilla in Mori - Het verzet tegen de Japanners op Midden-Celebes in de Tweede Wereldoorlog" tweede (eervolle vermelding) bij de Dr. L. de Jong Prijs voor contemporaine geschiedschrijving over Nederland en overzeese rijksdelen.
In 2007 was hij oprichter en voorzitter van het Steuncomité ex-moslims.
Sinds 2018 is hij als kartograaf ingeschreven bij de Landelijke Deskundigheidsmakelaar van de politie.
In 2022 was hij initiatiefnemer en van 2022-2024 woordvoerder van het Platform Behoud De Trekvogel.

## Publicaties
- Het Formulierenboek (1982) (Met Fred Hekket, Wolter Wefers Bettink en Aad Obbens)
- Eén haar per dag - Dertig maanden in de prostitutie (1988) (Als ghost writer voor Jody Peters)
- Guerrilla in Mori - Het verzet tegen de Japanners op Midden-Celebes in de Tweede Wereldoorlog (1990)
- De bergen als bondgenoot - Reizen door Vrij Koerdistan (1993)
- ANWB Reisgids Nederland - Veluwe met Gelderse Vallei (1994)
- Archeologie van het landschap - Langs de aarden monumenten van Nederland (1995)
- Het ordenen van informatie (1998)
- Tulpen in Texas en andere exportverhalen (1999)
- Het Duckdenken (2000)
- Ons wilde oosten - De toekomst van de Veluwe (2002)
- De geit op het ijs (2002)
- Eneco (Gazelle) Veluweroute (2003)
- Teleac gids - Op het spoor van Bataven en Romeinen (2003)
- Boerderijen in Gelderland (2003)
- Vrijheid van godsdienst (2005)
- ANWB Reisgids Nederland - Gelderland (2006)
- ANWB Wandelgids Veluwe (2007), (2012)
- ANWB Fietsgids Zuid Veluwe en Gelderse Vallei (2009)
- ANWB Fietsgids Noord Veluwe en IJsselvallei (2009)
- The Kurds of Iraq (2009)
- ANWB Wandelgids Drenthe (2010)
- ANWB Wandelatlas Nationale Parken (2011)
- Leven op herhaling - Bewijzen voor reïncarnatie (2012)
- Handboek voor de dienstplichtig soldaat b.d. - Alles wat je als ex-dienstplichtige moet weten (2012) (Met Frank Oosterboer)
- ANWB Fietsgids Veluwe, Utrecht oost, Flevoland en Gelderse rivieren (2015)
- Placet Hic Requiescere Musis 1816-2016 (2016)
- Overzicht van artikelen over T.E. en A.W. Lawrence (1985-2018)
- Ons wilde oosten 2.0 - De toekomst van de Veluwe (2019)
- Woolloomooloo - De eerste 50 jaar (2020) (Met Wolter Wefers Bettink, Henny de Vos en anderen)
- Onkruid bestaat niet - Piet Janssen, de oudste tuinman van Rotterdam (2020)